# Satyrus mercurius
Satyrus mercurius är en fjärilsart som beskrevs av Otto Staudinger 1887. Satyrus mercurius ingår i släktet Satyrus och familjen praktfjärilar. Inga underarter finns listade.